# 유엔의 개혁
1990년대 후반부터 유엔의 개혁을 요구하는 목소리가 높았지만, 실제로 개혁이 무엇을 의미할지에 대해서는 명확하게 합의가 거의 이루어지지 않고 있었다. 유엔이 세계 문제에서 더 큰 역할을 하기를 원하는 사람들과 인도주의적인 일에 국한되거나 축소되기를 원하는 사람들 모두 그들의 생각을 언급하기 위해 "UN 개혁"이라는 용어를 사용한다. UN을 완전히 제거하려는 사람들부터 완전한 세계 정부로 만들려는 사람들에 이르기까지 다양한 의견들이 있다. 사무총장들은 이 새로운 개혁을 실행하기 위한 많은 방법들을 제시해왔다. 유엔 창설 이후 개혁 노력이 있었고 각 사무총장과 긴밀하게 연계되어 있다.
반기문 유엔사무총장은 2011년 6월 1일 아툴 카레(Atul Khare) 유엔 사무차장을 임명하여 세계기구의 효율화 및 효율성 향상을 위한 개혁과제를 추진하기 위한 노력의 선봉에 섰다. Khare는 UN에서 변경 관리 팀(CMT)을 이끌고 사무국 내의 부서와 사무실, 그리고 UN 시스템 및 193개 회원국 내 다른 기관과 협력하는 역할을 맡았다. CMT는 UN에서 활동을 간소화하고, 책임감을 높이고, 조직이 많은 명령과 프로토콜을 보다 효과적이고 효율적으로 이행할 수 있도록 보장하는 광범위한 계획의 수립부터 시작하는 개혁 아젠다를 이행하도록 지도하는 임무를 맡고 있다.

## 역사
유엔은 1945년 창설 이래 개혁의 단계를 거쳤다. 첫 해 동안, 첫 번째 결정적인 변화는 1949년 중동에서 휴전 협정의 이행을 감독하기 위한 평화 유지 조치의 개발이었고 1년 후 인도와 파키스탄 사이의 카슈미르 분쟁에서였다. 소련은 1950년대 동서양 갈등 때 사무총장 자리를 사회주의 국가 대표 등 트로이카로 대체해 독립성을 축소하기 위해 개혁에 나섰다. 탈식민지는 UN 회원국의 급속한 성장을 일으켰고 1965년에는 118명으로 이 기구의 창립 당시의 두 배였다.
아프리카와 아시아의 주들이 UN에 가입하면서 개발 이슈가 점점 더 중요해져 1965년 UNDP의 설립과 북방의 일부로써의 국제경제질서(NIEO) 협상을 포함한 개발분야에서의 유엔의 확대가 이루어졌다.1970년대 남북 갈등 1980년대는 재정 위기와 미국의 후퇴로 특징지어졌고, 이로 인해 예산 절차의 개혁과 조직의 감축이 촉발되었다. 냉전의 종식과 함께, 유엔의 재발견과 르네상스는 환영 받았다; 1990년대 전반은 유엔의 주요 확장과 부트로스 부트로스갈리 사무총장이 시작한 평화 의제와 관련된 개혁을 보았다.
안보리에 의해 나미비아, 유고슬라비아, 소말리아, 앙골라에서 일련의 새로운 평화 유지 임무가 시작되었고, 15개 이사국의 개혁에 대한 관심을 불러일으켰다. 특히 독일과 일본, 인도와 브라질은 안보리에서 상임이사국과 거부권을 얻기 위한 노력을 시작했다. 1990년대 후반, 코피 아난 사무총장은 보다 잘 조정된 개발 시스템과 보다 효과적인 인도주의적 구조를 통해 유엔의 일관성을 향상시켰다. HIV/AIDS 대유행성에 대한 투쟁이 활기를 띠었고, 유엔과 국제 사업 간의 새로운 개념의 동반자 관계가 글로벌 컴팩트 하에서 발전되었다. 다른 개혁들은 브라히미 보고서 이후 평화유지활동의 쇄신을 포함했다. 2005년 세계 정상회의는 비록 상징적이기는 하지만 집단학살로부터 인구를 보호해야 할 국제적인 '책임'을 인정했고 인권이사회는 신용이 떨어진 인권위원회를 대체했다.
반기문 사무총장은 2007년 유엔 식량계획(OFF) 조사에 대응해 출범했던 감독, 청렴, 윤리 등 개혁과제를 계속 추진했다. 이 프로그램은 이라크 민간인들의 인도주의적 요구에 부응했으며, 유엔 역사상 가장 크고 복잡하며 야심찬 구호 활동이었다. 2005년 세계 정상회의와 관련하여, 총회는 2007년 4월에 국제 환경 거버넌스, 통일된 성별 조직, 그리고 유엔 프로그램 활동의 통합을 강화하기 위한 국가 차원의 '하나로서 제공'을 다루는 느슨하게 관련된 여러 개혁 이니셔티브를 승인했다.

## 개혁
| “                                      | 아시아의 불충분한 대표성은 유엔의 합법성에 심각한 위협을 가하고 있는데, 이는 세계에서 가장 역동적이고 인구가 많은 지역이 점점 더 중요한 국제적 역할을 맡을 때만이 증가할 것이다. 이 문제를 해결할 수 있는 한 가지 가능한 방법은 최소한 4개의 아시아 의석을 추가하는 것이다: 인도의 상임이사국 1개, 일본과 한국이 각각 1개, 아세안 국가(단일 선거구로 그룹을 대표), 그리고 다른 아시아 국가 중에서 4번째 순환의석을 추가하는 것이다. | ” |
| — Jeffrey Sachs at Columbia University | |   |

### 안보리 개혁
유엔의 구조를 바꾸는 것은 1945년 당시와 같은 세계의 권력 구조를 반영하는 유엔 안전보장이사회 상임이사국 지위를 바꾸는 것이 가장 자주 논의되고 있다. 특히 G4 국가들과 유엔 컨센서스 그룹 그리고 코피 아난 전 유엔 사무총장이 제안한 계획들이 몇 가지 있다.

### 유엔 트랜스파넨시안 장관
또 다른 차원에서는 UN 행정부를 보다 투명하고 책임감 있고 보다 효율적으로 만들라는 유엔의 요구를 개혁해야 한다. 여기에는 대통령제에서처럼 국민이 사무총장을 직접 선출하는 것도 포함된다.
유엔 사무국/행정 개혁은 언론에서 별로 주목을 받지 못하지만, 조직 내에서는 광범위하게 논쟁이 되고 있는 문제로 인식되고 있다. 그들은 유엔의 관료주의를 운영하며, 안보리와 총회에서 회원국들의 결정에 대응한다.
유엔 개발 프로그램의 전 사무총장인 마크 말로크 브라운은 유엔 행정부의 비효율성을 "성과 보상 사이의 단절"과 추가 지지자들 탓으로 돌린다. "유엔을 다시 국제 성과주의로 만들기 위한 성과 재연계"를 통해 이 문제를 극복했다. 그는 유엔이 세계의 특정 지역으로부터 직원을 비례적으로 승진시키도록 장려하는 정치적 올바름에 근거하여 홍보하는 것을 중단해야 한다고 믿는다. 대신 아시아, 아프리카 및 지금은 재능 있고, 숙련되고, 의욕이 넘치는 전문가들로 구성된 대규모 풀을 제공하는 소위 덜 발달된 지역들을 더 많이 활용해야 한다. 그는, 높은 자격을 갖춘 이 개인들은, '무능한 사람들을 촉진하기 위해 사용되는 문화적 상대주의'가 필요 없이, UN 체제를 통해 쉽게 올라갈 것이라고 주장한다. 개발도상국의 UN 회원국들이 종종 언급하는데, 이들은 사무국에서 가장 바람직한 고위직 중 일부가 미국과 다른 부유한 국가들에게 특혜를 주는 지역 대표라는 전통 아래 채워져 있다고 불평한다. 주요국들은 사무국에서 매우 높은 지위를 차지하고 국익을 지지하며 사무총장의 부서 감축을 거부한다며 최근 G-77 수장을 맡고 있는 무니르 아크람 파키스탄 대사가 이를 강력하게 주장했다. 그리고 그들이 예산 삭감을 요청할 때, "그들의 국익에 영향을 미치지 않는 곳"에서 그렇게 한다. 그는 이 표준을 "사무국에 적용되거나 적용될 것으로 생각되는 이중 표준"이라고 이름 지었고, G-77의 감독관으로서 우리는 이 이중 표준을 받아들이지 않는다."
2005년 이후 사무국 개혁의 주목할 만한 노력 중 하나는 2006년 3월 유엔에 대한 사무총장의 보고서 '투자'와 같은 해 6월 유엔 내 지배구조 및 감독에 대한 포괄적 검토이다. 회원국 측에서는 칠레, 남아프리카 공화국, 스웨덴 및 태국의 협력 프로젝트인 4개국 구상이 있는데, 이 프로젝트는 책임감과 투명성 증대를 목표로 하는 지배구조 및 경영 개혁을 촉진하기 위한 것이다.

### 민주주의 개혁
또 다른 빈번한 요구는 유엔이 "더 민주적"이 되어야 한다는 것이며, 세계 민주주의의 핵심 기관이 되어야 한다는 것이다. 이것은 유엔의 본질과 역할에 대한 근본적인 의문을 제기한다. 유엔은 세계 정부가 아니며, 세계의 주권국가들이 문제를 토론하고 집단 행동 방침을 결정하는 포럼이다. 직접 민주주의는 민주 국가의 시민들 (세계 대통령주의)과 총회 (도시, 주 및 국가가 많은 시스템에 그들 자신의 대표들을 가지고 있는 것처럼)의 직접 투표에 의한 UN 사무총장의 대선을 요구할 것이다.국제사법재판소(International Justice Court of Justice)를 참조하십시오. 다른 이들은 직간접적 민주주의의 조합을 제안했는데, 이것은 국가 정부가 권한이 있는 세계법원과 같은 중요한 직책에 대한 국민의 표현된 의지를 비준할 수도 있다.

### 다양성과 민주주의에 대한 요구
인구에 기반한 UN 투표의 시행은 또한 여러 나라의 이해와 정부들의 다양성의 문제를 제기한다. UN에 있는 국가들은 절대 독재 정권뿐만 아니라 다른 많은 유형의 정부뿐만 아니라 대표적인 민주주의 국가들도 포함하고 있다. 강대국들이 자국민의 이익에 투표할 수 있도록 하는 것은 과연 국민 개개인과 세계 공동체의 이익과 욕구를 대변할 것인가 하는 의문을 불러일으킨다.정확한 직접투표가 불가능하거나 지방정부가 투표함 보안뿐만 아니라 지역 유권자들에게 영향을 미칠 수 있는 권한을 가진 많은 나라들에서도 직선제 같은 것은 불가능할 것이다. 유엔에 실질적인 통치권을 주는 것은 이러한 권력이 어떻게 수행될 수 있는지에 대한 의문을 제기한다. 유엔 총회의 투표가 국경이나 국가의 정치적 지위의 변화를 요구하거나, 일부 국가의 시민들이 다른 나라를 위해 세금을 부과하도록 요구하거나, 한 국가의 지도자의 체포를 요구했다가 거절당한다면 어떤 일이 벌어질까?
종속성의 원칙은 이 문제들 중 일부를 해결한다. 이 용어는 카톨릭 교회 내의 사회적 생각에서 유래하며, 더 큰 기관은 보다 지역적인 수준에서 해결될 수 있는 문제를 해결해서는 안 된다고 명시한다. 그것은 연방정부의 주권의 일부 측면을 유지하는 연방주의 원칙과 비교될 수 있다. 연방정부의 두 명 이상의 구성원이 특정행위의 영향을 받았을 때만 연방정부가 개입할 권한이 있다. 개혁된 유엔에 더 많은 권한을 부여하되 헌장에 종속 원칙을 새긴다면 유엔이 임의로 정책을 지시할 수 있는 세계 독재체제로 발전하지 않을 것이다.

### 금융개혁
O자금 조달에 관한 주제인 Paul Hawken은 그의 저서 "The Ecology of Commerce"에서 다음과 같이 제안했다.
"미사일, 비행기, 탱크, 그리고 총기에 부과되는 세금은 유엔의 전체 예산뿐만 아니라 난민들의 정착과 전쟁 피해자들에 대한 배상 등 전세계의 모든 평화 유지 노력에 대한 비용을 지불하게 될 것이다.
그러한 과격한 세금을 시행하는 것의 가장 큰 문제는 받아들여지는 것이다. 비록 그러한 시스템이 일부 국가들, 특히 중립의 역사를 가진 국가들, (2) 적극적인 군사비 (코스타리카 등), (3) 낮은 수준의 군사비 (현재 GDP의 1%를 국방비로 지출하고 있는 일본 등) 내에서 받아들여질 수 있지만, 많은 무기 소비자들 사이에서 인기가 없을 것이다. 이 후자의 범주에 속하는 국가들은 GDP의 4%를 국방비로 지출하고 있는 미국에서부터 권력을 유지하기 위해 무기에 의존하는 독재정권에 이르기까지 다양하다. 또 다른 유력한 반대세력으로는 현재 진행 중인 군사 충돌국이나 이스라엘과 같이 군사적 경계태세가 강화되어 있는 국가들이 있다. 무기 생산자들도 이에 반대할 것이다. 왜냐하면 이것이 그들의 비용을 증가시키고 그들의 소비자 기반을 감소시킬 수 있기 때문이다.
유엔이 촉진할 수 있는 또 다른 세금은 세계적인 자원 배당금일 것이다.

### 인권개혁
유엔 인권위원회는 자국민의 인권을 보장하지 않는 회원국들에게 수여한 고위직으로 존재하면서 비난을 받았다. 리비아, 쿠바, 수단, 알제리, 중국, 아제르바이잔, 베트남과 같이, 심각한 인권 침해에 대해 유죄 판결을 받은 것으로 알려진 몇몇 국가들이 이 기구의 회원이 되었다. 한편, 미국은 2002년 위원회로부터 추방되었을 때 또한 화가 났다. 재선되는 동안 인권유린국가의 선거도 마찰을 빚었다. '더 큰 자유' 보고서에서 코피 아난이 유엔 산하 기구로 새 인권 이사회를 설립하자고 제안한 것도 이런 문제점 때문이기도 하다.
2006년 3월 15일 수요일, 유엔 총회는 유엔 인권 위원회의 후임자인 새로운 유엔 인권이사회를 설립하는 데 압도적으로 찬성했고, 결의안은 190개 회원국으로부터 승인을 받았다. 오직 미국, 마셜 제도, 팔라우, 그리고 이스라엘만이 안보리 창설에 반대하면서, 안보리가 권력을 행사하는 것을 막기 위한 힘이 너무 적고 안전장치가 부족하다고 주장했다.

유엔인권위원회는 회원국의 억압적인 국가들로 인해 그 자체가 비판을 받아왔다. UNHRC는 또한 반이스라엘 편향으로 비난을 받아왔는데, 특히 의제 7번으로 각 회기에서의 이스라엘과 팔레스타인의 분쟁에 초점을 맞추고 있다는 비난이 특히 그렇다.

## 이전 제안서

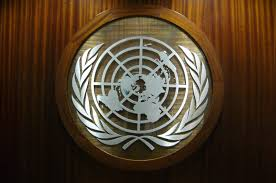
United Nations Logo in Headquarters

그 조직의 중요성 때문에 본사 이전 제안이 종종 있었다. 현 위치에 대한 불만사항에는 미국으로부터 비자를 발급받기가 어려운 외교관 등이 포함된다. 지역 주민은 고관 방문으로 주변 도로가 폐쇄될 때마다 불편을 호소하고, 서울시 비용도 많이 든다.2001년 미국 전화 조사에 따르면 응답자의 67%가 유엔본부를 국외로 이전하는 것을 선호했다. 이란이나 러시아처럼 미국을 비판하는 국가들은 특히 유엔의 현 위치에 대해 의문을 제기하며, 미국 정부가 경쟁국보다 유리하게 다른 나라의 정치인들을 선별적으로 접근시켜 총회의 업무를 조작할 수 있다고 주장하고 있다. 스노든의 글로벌 감시 시스템 공개 이후, 이번에는 안보상의 이유로 유엔 본부 이전 문제가 다시 논의되었다.
유엔본부가 입주하도록 제안된 도시들 중에는 상트페테르부르크, 몬트리올, 두바이, 예루살렘, 나이로비가 있다.
수도 이전을 비판하는 사람들은 이 계획이 비용이 많이 들고 미국이 이 기구에서 탈퇴하는 것과 이 기구의 자금 대부분을 필요로 할 것이라고 말한다. 그들은 또한 그 제안들이 단순한 선언에서 결코 벗어난 적이 없다고 말한다.

## 제안된 UN 개혁에 대한 생성, 제거 및 추가

### 유엔 의회 창설
유엔 의회(UNPA)는 궁극적으로 전 세계 시민들이 UN 의회를 직접 선출할 수 있도록 유엔체제에 추가할 제안이다.
UNPA에 대한 제안은 1945년 UN의 창설로 거슬러 올라가지만 1990년대까지 대부분 정체되었다. 최근 국회의원들과 시민 단체들이 선출되지 않은 국제 관료들의 영향력 증가에 대응하기 위해 노력하고 있는 가운데, 그들은 세계화 속에서 주목을 받고 있다.

### 유엔 환경 기구 창설
2007년 2월 IPCC의 4차 평가 보고서가 발간된 후, 프랑스 대통령 자크 시라크가 낭독하고 46개국의 지원을 받은 "파리 행동 촉구"는 유엔환경계획이 새롭고 더 강력한 유엔환경기구(UNEO)로 대체될 것을 요구했다.세계보건기구. 46개국은 유럽연합 회원국들을 포함했지만, 특히 온실가스의 상위 4개 배출국인 미국, 중국, 러시아, 인도는 포함하지 않았다.

### UNDG 산하에 모든 UN 개발 기구 및 전문 프로그램 배치
당시 코피 아난 사무총장은 UNDP 총재가 주재하는 새로운 유엔 개발 그룹 산하의 국제 개발 문제에 관한 모든 유엔 기구들을 간소화했다. Delivery as One 개념도 소개되었다. 유엔 개발 시스템 개혁을 위한 주요 규범적 도구는 4년마다 실시되는 포괄적 정책 검토(QCPR)이다. 진행 상황을 평가한 후, 유엔 시스템에 개혁 목표를 더 잘 이행하도록 설계하고 명령을 내리는 이 총회 결의안은 매 4년마다 협상된다. 가장 최근의 QCPR은 2012년 12월에 채택되었다.

### 유엔헌장 사용후 충당부채의 제거
유엔 헌장의 몇몇 조항들은 더 이상 관련이 없다. In Large Freedom(대자유도)에서는 다음 조항들의 제거를 제안했다.
- 더 이상 신탁 지역이 없기 때문에 신탁관리 이사회는 더 이상 어떠한 목적도 수행하지 않으며 1994년 이후로 회의를 열지 않았다. 따라서 헌장의 13장은 더 이상 관련이 없으며 삭제할 수 있다.
- 냉전시대 이견으로 군사참모위원회는 목적을 달성하지 못했다. 비록 그것은 공식적으로 여전히 2주마다 열리지만, 1948년 이후로 사실상 활동을 하지 않고 있다. 제47조 및 제26조, 제45조, 제46조의 참고문헌은 삭제할 수 있다.
- 제53조 및 제107조의 "적조항"은 제2차 세계대전 추축국(독일, 일본 등)에 관한 특별 규정을 포함한다. 일부 국가들은 이러한 것들이 더 이상 관련이 없다고 생각한다; 특히 일본은 이러한 것들이 제거되기를 원한다. 과도기적 협정을 다루는 유엔 헌장의 다른 조항들도 있으며, 따라서 현재 사용되고 있다. 예를 들어, 제61조 제(3)항 및 제109조 제(3)항과 같다. 그러나 In Large Freedom에는 이러한 조항과 관련된 제안이 포함되어 있지 않는다. 헌장 개정의 어려움으로 인해, 이 지출된 조항들 중 어떤 것도 안보리 개혁과 같은 실질적인 개정을 위한 패키지의 일부분을 제외하고는 개정될 것 같지 않다. 또한 In Large Freedom은 특정 조항이 제거되어야 한다고 제안하지만 보편적인 합의는 없다. 특히 한 학파는 유엔 국기의 합법성 하에서 평화 정착과 평화 집행을 수행할 수 있는 힘을 제공하겠다는 45조 약속을 마침내 충족함으로써 군사참모위원회가 활성화될 수 있을 것이라고 제안한다.

## 같이 보기
- 유엔 의회
- 유엔 개발 그룹

## 참조 및 추가 판독
Published in the 2000s
- Müller, Joachim, 2016, "Reforming the United Nations: A Chronology", Brill Nijhoff Publisher, ISBN 978-90-04-24221-0.
- Shimbun, Asahi: Koizumi: No Shift in Article 9 for UN Security Council Bid, Global Policy Forum, 25 August 2004.
- Annan, Kofi: In Larger Freedom, 21 March 2005.
- Leopold, Evelyn: Annan wants swift decision on U.N. council reform, Reuters, 20 March 2005.
- Hans Köchler, The United Nations Organization and Global Power Politics: The Antagonism between Power and Law and the Future of World Order, in: Chinese Journal of International Law, Vol. 5, No. 2 (2006), pp. 323–340. (Oxford Journals)
- CIA World Factbook: Ranked order of Military Expenditure as a percentage of GDP 보관됨 2018-01-20 - 웨이백 머신, 2006
- Franda, Marcus F. (2006), 《The United Nations in the Twenty-first Century: Management and Reform Processes in a Troubled Organization》, Lanham, Maryland: Rowman & Littlefield, 219쪽, ISBN 978-0-7425-5334-7, OCLC 62895793
- Linda Fasulo, An Insider's Guide to the UN, Yale University Press, 2009.

Published in the 2010s
- Edward Horgan Thesis on UN Reform: Author Horgan, Edward J. Title The United Nations – beyond reform? : the collective insecurity of the international system and the prospects for sustainable global peace and justice / Edward J. Horgan. Thesis (PhD) – University of Limerick, 2008. Supervisor: Alex Warleigh-Lack. Includes bibliography. Also, Kaveh L. Afrasiabi, UN Management Reform (Createspace, 2011).
- Khandekar, Roopmati, 2012, "United Nations; The Reforms Process", Sumit Publishers, ISBN 9788184203301
- Mitcham, Chad, 'Jackson, Sir Robert Gillman (1911–1991)', Australian Dictionary of Biography, National Centre of Biography, Australian National University, Australian Dictionary of Biography, published online 2016.
- Mitcham, Chad,'Wilenski, Peter Stephen (1939–1994)', Australian Dictionary of Biography, National Centre of Biography, Australian National University, Australian Dictionary of Biography, published online 2020.
- Page, James, 2015. Fixing global governance[깨진 링크(과거 내용 찾기)], Online Opinion, 29 October 2015.
- Anthony Banbury (2016년 3월 18일), “I Love the U.N., but It Is Failing”, 《New York Times》. ("...colossal mismanagement")

- Runjic, Ljubo, Reform of the United Nations Security Council: The Emperor Has No Clothes, Brazilian Journal of International Law, v. 14, n. 2, 2017.